# East Jaintia Hills
Der Distrikt East Jaintia Hills ist ein Distrikt im indischen Bundesstaat Meghalaya. Verwaltungssitz ist der Ort Khliehriat.

## Geografie
Der Distrikt East Jaintia Hills liegt ganz im Osten Meghalayas an der Grenze zu Bangladesch. Die Fläche des Distrikts beträgt 2126 Quadratkilometer. Nachbardistrikt ist der Distrikt West Jaintia Hills im Norden und Westen und der indische Bundesstaat Assam im Nordosten, Osten und Südosten. Im Südwesten grenzt der Distrikt an Indiens Nachbarstaat Bangladesch.

## Geschichte
Der Distrikt entstand am 31. Juli 2012 in seiner heutigen Form durch die Aufteilung des damaligen Distrikts Jaintia Hills in die beiden Distrikte East Jaintia Hills und West Jaintia Hills. Die beiden C.D. Blocks Khliehriat und Saipung bildeten den neuen Distrikt East Jaintia Hills.

## Bevölkerung
Nach der Volkszählung 2011 hat der Distrikt East Jaintia Hills 122.939 Einwohner. Bei 58 Einwohnern pro Quadratkilometer ist der Distrikt eher dünn besiedelt. Alle 122.939 Bewohner wohnten in Landgemeinden.
Der Distrikt East Jaintia Hills ist mehrheitlich von Angehörigen der „Stammesbevölkerung“ (scheduled tribes) besiedelt. Zu ihnen gehörten (2011) 118.158 Personen (96,11 Prozent der Distriktsbevölkerung). Zu den Dalit (scheduled castes) gehörten 2011 nur 473 Menschen (0,38 Prozent der Distriktsbevölkerung).

### Bevölkerungsentwicklung
Wie überall in Indien wächst die Einwohnerzahl im Distrikt East Jaintia Hills seit Jahrzehnten stark an. Die indische Volkszählung 2001 ermittelte eine Einwohnerzahl von 92.792 Personen. Die Zunahme betrug in den Jahren 2001–2011 mehr als 32 Prozent (32,49 %). In diesen zehn Jahren nahm die Bevölkerung um mehr als 32.000 Menschen zu. Die Bevölkerungsentwicklung von 1961 bis 2011 war wie folgt:

### Bedeutende Orte
Im Distrikt East Jaintia Hills gibt es keine einzige städtische Siedlung.

### Bevölkerung des Distrikts nach Geschlecht
Von den 122.939 Bewohnern waren 61.233 (49,81 Prozent) männlichen und 61.706 weiblichen Geschlechts. Der Frauenüberhang ist untypisch für Indien, wo gewöhnlich ein deutliches Mehr an Männern vorherrscht.

### Bevölkerung des Distrikts nach Sprachen
Eine deutliche Mehrheit der Gesamtbevölkerung des Distrikts East Jaintia Hills spricht Pnar/Synteng, das zu den Khasi-Sprachen gehört. Auf den Plätzen 2 und 3 folgen mit Khasi und War zwei weitere Khasi-Sprachen. Es gibt kleine Minderheiten an Anderssprachigen. Hindi wird nur von einer sehr kleinen Minderheit von Zugewanderten gesprochen. Im C.D. Block Saipung ist die hohe Zahl von 6491 von 37.107 Einwohnern (17,49 Prozent) unter Others aufgelistet.
| Jahr                                   | Pnar/Synteng | Pnar/Synteng | Khasi | Khasi | War  | War  | Nepali | Nepali | Bengali | Bengali | Garo | Garo | Hindi | Hindi | Andere Sprachen | Andere Sprachen | Total   | Total    |
| Jahr                                   | Zahl         | %            | Zahl  | %     | Zahl | %    | Zahl   | %      | Zahl    | %       | Zahl | %    | Zahl  | %     | Zahl            | %               | Zahl    | %        |
| -------------------------------------- | ------------ | ------------ | ----- | ----- | ---- | ---- | ------ | ------ | ------- | ------- | ---- | ---- | ----- | ----- | --------------- | --------------- | ------- | -------- |
| 2011                                   | 100.061      | 81,39        | 7750  | 6,30  | 3885 | 3,16 | 757    | 0,62   | 618     | 0,50    | 232  | 0,19 | 219   | 0,18  | 9417            | 7,66            | 122.939 | 100,00 % |
| Quelle: Ergebnis der Volkszählung 2011 |              |              |       |       |      |      |        |        |         |         |      |      |       |       |                 |                 |         |          |

### Bevölkerung des Distrikts nach Bekenntnissen
In den letzten 100 Jahren ist die Mehrheit der einheimischen Bevölkerung zum Christentum übergetreten. Dennoch sind überdurchschnittlich viele Menschen ihren traditionellen Religionen treu geblieben. In beiden C.D. Blocks sind jeweils über 20 Prozent der Bewohner Anhänger ihrer traditionellen Religion. Die wenigen Hindus und Muslime sind meist Zuwanderer aus anderen Gebieten Indiens. Die genaue religiöse Zusammensetzung der Bevölkerung zeigt folgende Tabelle:
| Jahr                                   | Buddhisten | Buddhisten | Christen | Christen | Hindus | Hindus | Jainas | Jainas | Muslime | Muslime | Sikhs | Sikhs | Andere | Andere | keine Angaben | keine Angaben | Total   | Total    |
| Jahr                                   | Zahl       | %          | Zahl     | %        | Zahl   | %      | Zahl   | %      | Zahl    | %       | Zahl  | %     | Zahl   | %      | Zahl          | %             | Zahl    | %        |
| -------------------------------------- | ---------- | ---------- | -------- | -------- | ------ | ------ | ------ | ------ | ------- | ------- | ----- | ----- | ------ | ------ | ------------- | ------------- | ------- | -------- |
| 2011                                   | 123        | 0,10       | 88.911   | 72,32    | 2917   | 2,37   | 13     | 0,01   | 540     | 0,44    | 19    | 0,02  | 30.246 | 24,60  | 170           | 0,14          | 122.939 | 100,00 % |
| Quelle: Ergebnis der Volkszählung 2011 |            |            |          |          |        |        |        |        |         |         |       |       |        |        |               |               |         |          |

## Bildung
Das Ziel der vollständigen Alphabetisierung ist noch in weiter Ferne. Von den 93.083 Personen in einem Alter von sieben Jahren und mehr können 54.255 (58,29 Prozent) lesen und schreiben. Für indische Verhältnisse erstaunlich ist die höhere Alphabetisierung der Frauen. Während von der männlichen Bevölkerung 57,31 Prozent lesen und schreiben können, sind es unter der weiblichen Bevölkerung 59,24 Prozent. Einen Überblick über die Verhältnisse gibt folgende Tabelle:
| Alphabetisierung im Distrikt East Jaintia Hills |                   |                   |
| Einheit                                         | Volkszählung 2011 | Volkszählung 2011 |
| Einheit                                         | Anzahl            | Anteil            |
| GESAMT                                          | 54.255            | 58,29 %           |
| Männer                                          | 26.469            | 57,31 %           |
| Frauen                                          | 27.786            | 59,24 %           |
| STADT GESAMT                                    | 0                 | –                 |
| Stadt-Männer                                    | 0                 | –                 |
| Stadt-Frauen                                    | 0                 | –                 |
| LAND GESAMT                                     | 54.255            | 58,29 %           |
| Land-Männer                                     | 26.469            | 57,31 %           |
| Land-Frauen                                     | 27.786            | 59,24 %           |
| Quelle: Ergebnis der Volkszählung 2011          |                   |                   |

## Verwaltung
Der Distrikt hat mit Khliehriat und Saipung zwei Community Development Blocks (C.D. Blocks; Unterbezirke). Am 6. April 2001 wurde der bisherige C.D. Block Khliehriat in die beiden heutigen C.D. Blocks aufgeteilt.